# Mamani
Mamani è l'album di debutto della cantante tedesca Joy Denalane, uscito il 3 giugno 2002 per Four Music. L'album è stato completamente prodotto da Max Herre, coadiuvato da Timmy W., Don Phillipe, Franc Kuruc e Tom Krüger. L'album raggiunse la posizione nº 8 nella classifica musicale tedesca, con oltre 300,000 copie vendute. Dall'album furono estratti sei singoli: "Sag's Mir", "Geh Jetzt", "Was Auch Immer", "Im Ghetto von Soweto", "Kinderlied" e "Höchste Zeit".

## Tracce
| #   | Titolo                                                      |      |
| --- | ----------------------------------------------------------- | ---- |
| 1.  | "Setho"                                                     | 1:55 |
| 2.  | "Miscommunication"                                          | 5:06 |
| 3.  | "Geh Jetzt"                                                 | 5:27 |
| 4.  | "Bantwana" (Skit)                                           | 0:47 |
| 5.  | "Höchste Zeit"                                              | 4:59 |
| 6.  | "Vier Frauen" (featuring Sara Tavares, Chiwoniso & Deborah) | 5:46 |
| 7.  | "Sag's Mir"                                                 | 4:36 |
| 8.  | "My Jimbos" (Skit)                                          | 0:54 |
| 9.  | "Im Ghetto von Soweto" (featuring Hugh Masekela)            | 5:26 |
| 10. | "Kinderlied"                                                | 4:49 |
| 11. | "Was Auch Immer"                                            | 5:32 |
| 12. | "Passenger Denalane" (Skit)                                 | 0:58 |
| 13. | "Mamani" (featuring Hugh Masekela)                          | 2:09 |
| 14. | "Fragen (Ein Brief aus Lesotho)"                            | 3:57 |
| 15. | "Wem Gehört Die Welt"                                       | 4:36 |
| 16. | "I Cover The Waterfront"                                    | 4:01 |
| 17. | "Outro"                                                     | 2:47 |
| 18. | "Mathatha Agotlokamna" (featuring Mahotella Queens)         | 1:49 |

## Strumentista
- Dan Abitol - violino
- Odile Biard - violino
- Felix Borel - violino
- Ian Cumming - trombone
- Kathrin Distler - violoncello
- Andreas Fischer - viola
- Klaus Graf - sassofono
- Michael Kedaisch - mbira
- Franc Kuruc - chitarra
- Tom Krüger - Basso
- Dalma Lima - percussioni
- Klaus Graf - sassofono
- Chiwoniso Maraire - mbira
- Klaus Marquardt - violino
- Claudia Pfister - violino
- Don Phillipe - wurlitzer
- Raphael Sacha - viola
- Christoph Sauer - basso
- Violina Sauleva - viola
- Lillo Scrimali - pianoforte / organo / sintetizzatore
- Tim Ströble - violoncello
- Sebastian Studinitzky - corno
- Myriam Trück - violino
- Matthias Trück - violoncello
- Tommy W. - batteria

## Produzione
- Executive producers: Max Herre
- Producer: Max Herre, Tom Krüger, Franc Kuruc, Don Phillipe, Timmy W.
- Vocal assistance: Minu Constantin, Fola Dada, Denise Hill, Cherie Kedida, Samir, Felix Thomas
- Mixing: Tom Krüger, Don Phillipe, Tommy W.
- Mastering: Tom Krüger
- Photografia: Ross Feltus, Daniel Gottschalk, Stephanos Notopoulos
- Design: www.discodoener.de

## Classifiche
| Anno | Classifica            | Posizione |
| ---- | --------------------- | --------- |
| 2006 | German Top 100        | 8         |
| 2006 | Austrian Albums Chart | 44        |
| 2006 | Swiss Albums Chart    | 54        |